# Къща музей „Вела Пеева“
Къщата музей „Вела Пеева“ е част от експозицията на Историческия музей във Велинград. Помещава се в родната къща на Вела Пеева, която е патрон на града.

## Създаване
През 1948 г. селата Каменица, Лъджене и Чепино са обединени в град Велинград. Наименуван е на Вела Пеева (1922 – 1944) – участничка в Съпротивителното движение по време на Втората световна война, партизанка от Родопски партизански отряд „Антон Иванов“ и Партизанска бригада „Чепинец“.
От 28 август 1951 г. е утвърдено разкриването на къща музей „Вела Пеева“. Първата експозиция на музея е открита през 1953 г. Впоследствие експозицията на музея е преустройвана, разширявана и обновявана няколко пъти (1959, 1963, 1964 и 1968). При тези преустройства автентичността на сградата се запазва, вътрешното пространство не се променя.

## Експозиция
През 1968 г. на първия етаж е уредена документална експозиция за живота и дейността на народната героиня, а на втория етаж е възстановена обстановката, в която са живели Вела Пеева и семейството ѝ. Голямата посещаемост на музея (годишно от 150 000 до 250 000 души), а и необходимостта от зала за културно-масова работа налагат както чести преустройства, така и построяване на помощна сграда към къщата музей. Новоуредената експозиция разкрива по-цялостно живота и дейността на Вела Пеева и въздейства много по-емоционално. Подсилено е от текстове с драматизация на отделни моменти от нейния живот на фона на подходящ съпровод по музика на композитора Кирил Цибулка и режисура на Николай Мащенко.
През май 1982 г. във връзка с честването на 60-годишния юбилей от рождението на народната героиня е открита новата експозиция. Документалната ѝ част заема площ от 280 m², разположена в 7 зали на новопостроената сграда и дома на Вела Пеева, който е функционално свързан с новата сграда. Архитектурният външен вид на стария дом е запазен. Частично е променено вътрешното му пространство. В оригинал са запазени стаята на родителите на първия етаж и стаята на сестрите Вела и Гера на втория. Скромната обстановка, в която е живяла Вела Пеева, връща десетилетия назад и разкрива реда и строгата атмосфера, в която се формира характерът на героинята.
В експозицията са показани 110 експоната (снимки, документи и вещи), които на фона на общото революционно движение в района отразяват живота и дейността на Вела Пеева. Пред посетителите са вълнуващите реликви от детските години: плоча, сметало, тетрадки, рисунки и велините усмивки от десетките снимки, пренесли до нас младежкия ѝ устрем и вяра в човешките добродетели. Много книги, четени от Вела, и нейни мисли, посочени в експозицията под формата на текстове, доразкриват богатата ѝ душевност и хуманност. Усетът ѝ към знания не секва въпреки взетото от нея решение да посвети себе си на революцията и въоръжената борба. В бойната група и в партизанския отряд със своето слово във в-к „Просветител“, с писма и лекции Вела зове на борба чепинската младеж, поддържа духа на другарите си в землянката в местността „Баталач“, смело влиза в схватки с врага, служи за пример и неслучайно е приета за член на БРП (к).
В музея посетителите отблизо се запознават с оставените следи от Вела, виждат възстановената землянка, в която Вела зимува през зимата на 1944 г. Специална карта отразява пътя на Вела през 37-те героични дни, започнали от местността „Марта бивак“.
Къщата музей „Вела Пеева“ се намира в кв. Каменица, ул. „Георги Кирков“. Допълнителен обект е местността „Бялата скала“ – лобното място на Вела Пеева. Намира се на 10 km западно от Велинград. Наблизо е хижа „Кладова“. Връх „Милеви скали“ е увенчан с подвига на загиналите 12 партизани, между които и командира на Трета Пазарджишка въстаническа оперативна зона Методи Шаторов. Величествен паметник и хижа-паметник увековечават битката на партизаните. Път води в северна посока от града по билото до паметника и хижата. Гробът на Вела Пеева е на хълма в центъра на града.